# Anovec
Anovec – wieś w Słowenii, w gminie Krško. W 2018 roku liczyła 89 mieszkańców.